# Ford Transcontinental
 (septembre 2016).
Si vous disposez d'ouvrages ou d'articles de référence ou si vous connaissez des sites web de qualité traitant du thème abordé ici, merci de compléter l'article en donnant les références utiles à sa vérifiabilité et en les liant à la section « Notes et références ».
En 1974, Ford utilise la cabine avancée du Berliet TR et crée le Transcontinental.

## Histoire
Il est assemblé aux Pays-Bas et au Royaume-Uni.
En 1978, le Transcontinental bénéficie de retouches de style tels que le logo Ford ovale, une calandre noire et des phares ronds.
En 1984, sa production s'achève.